# Makale
Makale is een plaats en onderdistrict in de Indonesische provincie Zuid-Sulawesi (Sulawesi Selatan) op het eiland Sulawesi.